# برينت فيرنر
برينت فيرنر (بالإنجليزية: Brent Werner)‏ هو متسابق دراجات نارية أمريكي، ولد في 15 أبريل 1974.